# Sinlabajos
Sinlabajos község Spanyolországban, Ávila tartományban.  Lakosainak száma 135 fő (2024).

## Népesség
A település népessége az utóbbi években az alábbiak szerint változott:
| Lakosok száma | 227  | 188  | 174  | 151  | 149  | 126  | 124  | 142  | 141  | 135  |
|               | 2001 | 2004 | 2006 | 2009 | 2011 | 2014 | 2016 | 2019 | 2021 | 2024 |